# Província de Chlef
La província o wilaya de Chlef (àrab: ولاية الشلف, wilāyat ax-Xalf) és una província o wilaya d'Algèria. Té una població de 858.695 habitants i una àrea de 4.792 km². La seva capital és la ciutat de Chlef. Altres ciutats són Port Breira i Ténès.